# الفصور (فرع العدين)

تعديل مصدري - تعديل

الفصور هي إحدى قرى عزلة بني يوسف بمديرية فرع العدين التابعة لمحافظة إب، بلغ تعداد سكانها 254 نسمة حسب تعداد اليمن لعام 2004.